# Kanton La Ferté-Vidame
Kanton La Ferté-Vidame (francouzsky Canton de la Ferté-Vidame) je francouzský kanton v departementu Eure-et-Loir v regionu Centre-Val de Loire. Tvoří ho sedm obcí.

## Obce kantonu
- Boissy-lès-Perche
- La Chapelle-Fortin
- La Ferté-Vidame
- Lamblore
- Morvilliers
- Les Ressuintes
- Rohaire